# The Unforgivable
The Unforgivable è un film del 2021 diretto da Nora Fingscheidt.
Il soggetto della pellicola è tratto da una miniserie televisiva britannica del 2009 intitolata Unforgiven su sceneggiatura di Sally Wainwright.
La distribuzione nelle sale è avvenuta in forma limitata dal 24 novembre 2021 per poi lasciare spazio alla pubblicazione internazionale su Netflix dal 10 dicembre seguente.

## Trama
Ruth Slater esce di prigione dopo 20 anni, scontati a causa dell'omicidio di un poliziotto. Ad attenderla c'è proprio uno dei due figli dello stesso, che è convinto ad ottenere vendetta, ma poi si rivolge al fratello minore che sulle prime non è dello stesso avviso.
Il dramma dell'omicidio rivive continuamente nella memoria di Ruth che, già orfana di madre, dopo il suicidio del padre cercò di difendere se stessa e soprattutto la sorellina Katherine di cinque anni dall'iniquo sfratto dalla loro bella casa di campagna.
Ma qualcosa turba anche la giovane Katherine che, pur non ricordando né la sorella né l'episodio in sé, convive con i segni di un qualche choc infantile. Adottata dalla famiglia Malcolm, è stata cresciuta con amore ed ora è una bravissima pianista. I problemi con il dormiveglia sono alla base di un incidente stradale dal quale esce malconcia, ma comunque in grado di prepararsi per un importante saggio che deve sostenere qualche settimana dopo.
In carcere Ruth ha scritto innumerevoli lettere alla sorellina, ma non sa nemmeno se le siano state consegnate. Vorrebbe riabbracciarla, ma non ha modo di sapere neanche che cognome abbia ora. Recatasi ad osservare la sua vecchia casa, conosce i suoi nuovi proprietari cui non dice la sua vera identità. Il caso vuole che John Ingram sia un avvocato e, approfittando di un passaggio in auto, Ruth gli spiega di essere uscita dal carcere e di voler ritrovare la sorella che non vede da venti anni. John scopre in seguito la vera storia di Ruth, ma non per questo si tira indietro nell'aiutarla, pur dovendo scontrarsi con le ire della moglie Liz.
Ruth, divisa tra due lavori, conosce Blake con il quale divide il turno di notte nella fabbrica di Seattle in cui lavorano al confezionamento di salmoni. L'uomo le dà una mano salvo poi ritrarsi quando lei le dice la verità sul suo conto. In realtà poi egli in seguito spiega di averlo fatto per il bene di entrambi, essendo un pregiudicato anche lui, ed essendo impedito a questi di frequentarsi, pena il ritorno in carcere.
Quando John ottiene che Ruth incontri i genitori adottivi di Katie, le cose non vanno per il verso giusto. Ruth reagisce violentemente alle naturali resistenze dei due genitori, in particolare del padre, a mettere a rischio la serenità della loro figlia, con l'ingresso nella sua vita di una persona di cui lei non ricorda nulla e non sa neanche che esista. Ruth perde così l'appoggio di John, ma, inaspettatamente, ottiene un aiuto ancora più grande da Emily, la sorella adottiva di Katie, che per amore della stessa e sospettosa dei suoi genitori, ha cominciato ad indagare scoprendo le famose lettere di Ruth mai recapitate.
Grazie ad Emily, Ruth sa dove poter rivedere sua sorella, ma per farlo si dirige a casa di John per sapere se la può incontrare liberamente. A casa sua però non trova John, ma la riluttante moglie Liz, che cerca di farla desistere dal voler incontrare la sorella, cacciandola. Disperata, Ruth rivela una verità ignota praticamente a tutti: ad assassinare il poliziotto non fu lei, ma la piccola Katie, che poi per lo shock subito dimenticò l'accaduto.
 Ruth ha sempre sentito tutta la responsabilità di quell'assassinio e anche per questo ha pagato il prezzo conseguente. Liz si offre di accompagnare Ruth all'incontro con la sorella, che per strada riceve la chiamata di Steve Whelan, il minore dei fratelli da lei resi orfani, che dice di avere Katie in ostaggio. Mentre Liz avverte la polizia, Ruth, accorsa in aiuto scopre che l'uomo, turbato anche dal fatto che la moglie lo tradisce con suo fratello, ha rapito Emily credendo si trattasse di Katie. Ruth con le parole giuste riesce ad evitare il peggio, fin quando la polizia non interviene e arresta l'uomo.
Risolta positivamente la vicenda con la liberazione di Emily, a Ruth è permesso di abbracciare Katherine, accorsa lì con i suoi genitori adottivi, che ora acconsentono al loro incontro.

## Produzione

### Riprese
Le riprese si sono tenute principalmente a Vancouver e hanno subito un'interruzione tra marzo e settembre 2020 a causa della pandemia da COVID-19.

## Distribuzione
The Unforgivable è stato distribuito il 24 novembre 2021 solo in Corea del Sud. Nel resto del mondo è approdato il 10 dicembre 2021 su Netflix.

## Accoglienza

### Incassi
The Unforgivable ha incassato $ 13.062 a livello internazionale. 

### Primati
The Unforgivable è stato il film più visto in streaming nelle classifiche di Netflix per i film in lingua inglese durante la sua prima settimana sulla piattaforma, con 85.86 milioni di ore visualizzate.  Ha mantenuto la sua posizione nelle classifiche di Netflix la settimana successiva con un pubblico di 74.44 milioni di ore visualizzate. È diventato anche il secondo film interpretato da Sandra Bullock, dopo Bird Box, ad essere classificato tra i primi 10 film più guardati in streaming di tutti i tempi su Netflix, classificandosi al quinto posto con 214.6 milioni di ore visualizzate. 

## Riconoscimenti
- 2022 - AARP Movies for Grownups Awards
  - Nomination Miglior attrice a Sandra Bullock

- 2022 - Alliance of Women Film Journalists
  - Nomination Performance più audace a Sandra Bullock

- 2022 - CinEuphoria Awards
  - Miglior attrice - Competizione internazionale a Sandra Bullock

- 2021 - Women Film Critics Circle Awards
  - Courage in Acting Award a Sandra Bullock
  - Miglior eroina d'azione a Sandra Bullock
  - Nomination Miglior attrice a Sandra Bullock
  - Nomination Miglior film di una donna a Nora Fingscheidt